# Eintracht Frankfurt 2010-2011
Questa voce raccoglie le informazioni riguardanti l'Eintracht Frankfurt nelle competizioni ufficiali della stagione 2010-2011.

## Stagione
Nella stagione 2010-2011 l'Eintracht Francoforte, allenato da Christoph Daum, concluse il campionato di Bundesliga al 17º posto e retrocesse in 2. Bundesliga. In Coppa di Germania l'Eintracht Francoforte fu eliminato agli ottavi di finale dall'Alemannia Aquisgrana.

## Rosa
| N. |                                 | Ruolo | Calciatore         |
| -- | ------------------------------- | ----- | ------------------ |
| 22 | Germania (bandiera)             | P     | Ralf Fährmann      |
| 1  | Macedonia del Nord (bandiera)   | P     | Oka Nikolov        |
| 32 | Turchia (bandiera)              | P     | Aykut Özer         |
| 26 | Germania (bandiera)             | P     | Andreas Rössl      |
| 29 | Brasile (bandiera)              | D     | Chris              |
| 39 | Germania (bandiera)             | D     | Julian Dudda       |
| 4  | Germania (bandiera)             | D     | Maik Franz         |
| 24 | Germania (bandiera)             | D     | Sebastian Jung     |
| 19 | Germania (bandiera)             | D     | Kevin Kraus        |
| 2  | Germania (bandiera)             | D     | Patrick Ochs       |
| 23 | Germania (bandiera)             | D     | Marco Russ         |
| 31 | Grecia (bandiera)               | D     | Giorgos Tzavellas  |
| 5  | Macedonia del Nord (bandiera)   | D     | Aleksandar Vasoski |
| 8  | Bosnia ed Erzegovina (bandiera) | C     | Zlatan Bajramović  |

| N. |                        | Ruolo | Calciatore           |
| -- | ---------------------- | ----- | -------------------- |
| 30 | Brasile (bandiera)     | C     | Caio                 |
| 13 | Stati Uniti (bandiera) | C     | Ricardo Clark        |
| 28 | Germania (bandiera)    | C     | Sonny Kittel         |
| 7  | Germania (bandiera)    | C     | Benjamin Köhler      |
| 20 | Germania (bandiera)    | C     | Sebastian Rode       |
| 27 | Svizzera (bandiera)    | C     | Pirmin Schwegler     |
| 36 | Germania (bandiera)    | C     | Marcel Titsch-Rivero |
| 34 | Perù (bandiera)        | A     | Paolo Redondo        |
| 10 | Turchia (bandiera)     | A     | Halil Altıntop       |
| 18 | Grecia (bandiera)      | A     | Giannīs Amanatidīs   |
| 17 | Rep. Ceca (bandiera)   | A     | Martin Fenin         |
| 21 | Grecia (bandiera)      | A     | Theofanīs Gkekas     |
| 25 | Germania (bandiera)    | A     | Marcel Heller        |
| 14 | Germania (bandiera)    | A     | Alexander Meier      |

## Organigramma societario
Area tecnica
- Allenatore: Christoph Daum
- Allenatore in seconda: Edwin Boekamp, Marcel Daum
- Preparatore dei portieri: Andreas Menger
- Preparatori atletici: Christian Kolodziej

## Risultati

### Bundesliga

#### Girone di andata
| Arbitro: | Aytekin |

|                      |           |            |
| Rausch 21’ Konan 75’ | Marcatori | 27’ Köhler |

| Arbitro: | Zwayer |

|          |           |                                                |
| Ochs 37’ | Marcatori | 61’ Mathijsen 81’ van Nistelrooij 89’ Guerrero |

| Arbitro: | Drees |

|  |           |                                     |
|  | Marcatori | 24’ Köhler 36’, 64’ Gkekas 50’ Ochs |

| Arbitro: | Perl |

|  |           |               |
|  | Marcatori | 89’ Rosenthal |

| Arbitro: | Sippel |

|                            |           |            |
| Bender 9’ Vidal 90’ (rig.) | Marcatori | 18’ Gkekas |

| Arbitro: | Weiner |

|                      |           |  |
| Gkekas 17’ Chris 88’ | Marcatori |  |

| Arbitro: | Brych |

|                |           |                      |
| Pogrebnjak 85’ | Marcatori | 18’ Gkekas 69’ Chris |

| Arbitro: | Zwayer |

|  |           |                           |
|  | Marcatori | 45’, 67’ Gkekas 83’ Meier |

| Francoforte sul Meno 23 ottobre 2010, ore 15:30 CEST 9ª giornata | Eintracht Francoforte | 0 – 0 referto | Schalke 04 | Commerzbank-Arena (51 500 spett.)\| Arbitro: \| Kircher \| |
| Arbitro:                                                         | Kircher               |               |            |                                                            |

| Arbitro: | Fritz |

|             |           |                                 |
| Zambrano 5’ | Marcatori | 42’ (rig.), 70’ Gkekas 90’ Caio |

| Arbitro: | Sippel |

|                                      |           |             |
| Gkekas 26’, 55’ (rig.) Schwegler 38’ | Marcatori | 66’ Dejagah |

| Brema 13 novembre 2010, ore 15:30 CET 12ª giornata | Werder Brema | 0 – 0 referto | Eintracht Francoforte | Weserstadion (35 300 spett.)\| Arbitro: \| Gräfe \| |
| Arbitro:                                           | Gräfe        |               |                       |                                                     |

| Arbitro: | Wingenbach |

|  |           |                                          |
|  | Marcatori | 31’ Vukčević 69’, 71’ Ibišević 90’ Mlapa |

| Arbitro: | Zwayer |

|                                        |           |            |
| Tymoščuk 29’, 88’ Müller 59’ Gómez 61’ | Marcatori | 33’ Gkekas |

| Arbitro: | Meyer |

|                            |           |                     |
| Russ 35’ Gkekas 84’ (rig.) | Marcatori | 42’ (rig.) Schürrle |

| Arbitro: | Schmidt |

|             |           |  |
| Clemens 56’ | Marcatori |  |

| Arbitro: | Aytekin |

|            |           |  |
| Gkekas 87’ | Marcatori |  |

#### Girone di ritorno
| Arbitro: | Kinhöfer |

|  |           |                                     |
|  | Marcatori | 15’ Abdellaoue 21’ Schulz 89’ Konan |

| Arbitro: | Stark |

|            |           |  |
| Petrić 65’ | Marcatori |  |

| Arbitro: | Gagelmann |

|  |           |                |
|  | Marcatori | 85’ De Camargo |

| Friburgo in Brisgovia 6 febbraio 2011, ore 17:30 CET 21ª giornata | Friburgo | 0 – 0 referto | Eintracht Francoforte | Badenova-Stadion (21 900 spett.)\| Arbitro: \| Meyer \| |
| Arbitro:                                                          | Meyer    |               |                       |                                                         |

| Arbitro: | Winkmann |

|  |           |                                    |
|  | Marcatori | 8’ Rolfes 32’ Augusto 84’ Balitsch |

| Arbitro: | Kinhöfer |

|                                |           |  |
| Schieber 67’ Mak 87’ Cohen 90’ | Marcatori |  |

| Arbitro: | Stark |

|  |           |                       |
|  | Marcatori | 64’ Harnik 68’ Hajnal |

| Francoforte sul Meno 5 marzo 2011, ore 15:45 CET 25ª giornata | Eintracht Francoforte | 0 – 0 referto | Kaiserslautern | Commerzbank-Arena (49 400 spett.)\| Arbitro: \| Weiner \| |
| Arbitro:                                                      | Weiner                |               |                |                                                           |

| Arbitro: | Schmidt |

|                                  |           |               |
| Jurado 45’ (rig.) Charisteas 84’ | Marcatori | 70’ Tzavellas |

| Arbitro: | Perl |

|                        |           |           |
| Gkekas 34’ (rig.), 77’ | Marcatori | 42’ Takyi |

| Arbitro: | Kinhöfer |

|               |           |           |
| Mandžukić 85’ | Marcatori | 59’ Meier |

| Arbitro: | Meyer |

|           |           |                     |
| Fenin 83’ | Marcatori | 58’ (aut.) Altıntop |

| Arbitro: | Weiner |

|             |           |  |
| Firmino 77’ | Marcatori |  |

| Arbitro: | Drees |

|          |           |                  |
| Rode 53’ | Marcatori | 88’ (rig.) Gómez |

| Arbitro: | Stark |

|                              |           |  |
| Ivanschitz 26’ Soto 38’, 44’ | Marcatori |  |

| Arbitro: | Brych |

|  |           |                               |
|  | Marcatori | 24’ Chihi 90’ (rig.) Podolski |

| Arbitro: | Gagelmann |

|                                  |           |          |
| Barrios 68’, 90’ Russ 72’ (aut.) | Marcatori | 46’ Rode |

### Coppa di Germania
| Arbitro: | Steuer |

|  |           |                                                    |
|  | Marcatori | 21’ Amanatidīs 38’ Tzavellas 59’ Ochs 89’ Altıntop |

| Arbitro: | Meyer |

|                                                                |           |                 |
| Caio 13’ Gkekas 21’, 45’ Petrić 65’ (aut.) Altıntop 87’ (rig.) | Marcatori | 23’, 66’ Petrić |

| Arbitro: | Weiner |

|                                      |                      |                             |
| Höger 93’                            | Marcatori            | 99’ Fenin                   |
| Junglas Achenbach Arslan Stehle Auer | Tiri di rigore 5 – 3 | Fenin Meier Caio Amanatidīs |

## Statistiche

### Statistiche di squadra
| Competizione      | Punti | In casa | In casa | In casa | In casa | In casa | In casa | In trasferta | In trasferta | In trasferta | In trasferta | In trasferta | In trasferta | Totale | Totale | Totale | Totale | Totale | Totale | DR  |
| Competizione      | Punti | G       | V       | N       | P       | Gf      | Gs      | G            | V            | N            | P            | Gf           | Gs           | G      | V      | N      | P      | Gf     | Gs     | DR  |
| ----------------- | ----- | ------- | ------- | ------- | ------- | ------- | ------- | ------------ | ------------ | ------------ | ------------ | ------------ | ------------ | ------ | ------ | ------ | ------ | ------ | ------ | --- |
| Bundesliga        | 34    | 17      | 5       | 4       | 8       | 13      | 24      | 17           | 4            | 3            | 10           | 18           | 25           | 34     | 9      | 7      | 18     | 31     | 49     | -18 |
| Coppa di Germania | -     | 1       | 1       | 0       | 0       | 5       | 2       | 2            | 1            | 1            | 0            | 5            | 1            | 3      | 2      | 1      | 0      | 10     | 3      | +7  |
| Totale            | -     | 18      | 6       | 4       | 8       | 18      | 26      | 19           | 5            | 4            | 10           | 23           | 26           | 37     | 11     | 8      | 18     | 41     | 52     | -11 |

### Andamento in campionato
| Giornata  | 1  | 2  | 3  | 4  | 5  | 6  | 7  | 8 | 9 | 10 | 11 | 12 | 13 | 14 | 15 | 16 | 17 | 18 | 19 | 20 | 21 | 22 | 23 | 24 | 25 | 26 | 27 | 28 | 29 | 30 | 31 | 32 | 33 | 34 |
| --------- | -- | -- | -- | -- | -- | -- | -- | - | - | -- | -- | -- | -- | -- | -- | -- | -- | -- | -- | -- | -- | -- | -- | -- | -- | -- | -- | -- | -- | -- | -- | -- | -- | -- |
| Luogo     | T  | C  | T  | C  | T  | C  | T  | T | C | T  | C  | T  | C  | T  | C  | T  | C  | C  | T  | C  | T  | C  | T  | C  | C  | T  | C  | T  | C  | T  | C  | T  | C  | T  |
| Risultato | P  | P  | V  | P  | P  | V  | V  | V | N | V  | V  | N  | P  | P  | V  | P  | V  | P  | P  | P  | N  | P  | P  | P  | N  | P  | V  | N  | N  | P  | N  | P  | P  | P  |
| Posizione | 11 | 16 | 12 | 15 | 17 | 13 | 10 | 8 | 9 | 5  | 4  | 5  | 7  | 9  | 8  | 8  | 7  | 8  | 9  | 9  | 10 | 12 | 12 | 13 | 12 | 15 | 14 | 13 | 14 | 15 | 15 | 16 | 17 | 17 |

Legenda:

Luogo: C = Casa; T = Trasferta. Risultato: V = Vittoria; N = Pareggio; P = Sconfitta.

### Statistiche dei giocatori
| Giocatore        | Bundesliga | Bundesliga | Bundesliga  | Bundesliga | Coppa di Germania | Coppa di Germania | Coppa di Germania | Coppa di Germania | Totale   | Totale | Totale      | Totale     |
| Giocatore        | Presenze   | Reti       | Ammonizioni | Espulsioni | Presenze          | Reti              | Ammonizioni       | Espulsioni        | Presenze | Reti   | Ammonizioni | Espulsioni |
| ---------------- | ---------- | ---------- | ----------- | ---------- | ----------------- | ----------------- | ----------------- | ----------------- | -------- | ------ | ----------- | ---------- |
| R. Fährmann      | 15         | 0          | 1           | 0          | 1                 | 0                 | 0                 | 0                 | 16       | 0      | 1           | 0          |
| O. Nikolov       | 20         | 0          | 0           | 0          | 2                 | 0                 | 0                 | 0                 | 22       | 0      | 0           | 0          |
| A. Özer          | -          | -          | -           | -          | -                 | -                 | -                 | -                 | -        | -      | -           | -          |
| A. Rössl         | -          | -          | -           | -          | -                 | -                 | -                 | -                 | -        | -      | -           | -          |
| Chris            | 7          | 2          | 2           | 0          | -                 | -                 | -                 | -                 | 7        | 2      | 2           | 0          |
| J. Dudda         | 1          | 0          | 0           | 0          | -                 | -                 | -                 | -                 | 1        | 0      | 0           | 0          |
| M. Franz         | 23         | 0          | 13          | 0          | 2                 | 0                 | 0                 | 0                 | 25       | 0      | 13          | 0          |
| S. Jung          | 33         | 0          | 3           | 0          | 3                 | 0                 | 0                 | 0                 | 36       | 0      | 3           | 0          |
| K. Kraus         | 1          | 0          | 0           | 0          | -                 | -                 | -                 | -                 | 1        | 0      | 0           | 0          |
| P. Ochs          | 29         | 2          | 7           | 1          | 3                 | 1                 | 0                 | 0                 | 32       | 3      | 7           | 1          |
| M. Russ          | 31         | 1          | 5           | 0          | 2                 | 0                 | 0                 | 0                 | 33       | 1      | 5           | 0          |
| G. Tzavellas     | 25         | 1          | 9           | 0          | 3                 | 1                 | 1                 | 0                 | 28       | 2      | 10          | 0          |
| A. Vasoski       | 11         | 0          | 1           | 0          | 2                 | 0                 | 1                 | 0                 | 13       | 0      | 2           | 0          |
| Z. Bajramović    | -          | -          | -           | -          | -                 | -                 | -                 | -                 | -        | -      | -           | -          |
| Caio             | 27         | 1          | 2           | 0          | 3                 | 1                 | 0                 | 0                 | 30       | 2      | 2           | 0          |
| R. Clark         | 11         | 0          | 1           | 0          | 1                 | 0                 | 0                 | 0                 | 12       | 0      | 1           | 0          |
| S. Kittel        | 8          | 0          | 1           | 0          | 2                 | 0                 | 0                 | 0                 | 10       | 0      | 1           | 0          |
| B. Köhler        | 30         | 2          | 4           | 0          | 3                 | 0                 | 1                 | 0                 | 33       | 2      | 5           | 0          |
| S. Rode          | 11         | 2          | 4           | 1          | -                 | -                 | -                 | -                 | 11       | 2      | 4           | 1          |
| P. Schwegler     | 32         | 1          | 7           | 0          | 3                 | 0                 | 0                 | 1                 | 35       | 1      | 7           | 1          |
| M. Titsch-Rivero | 1          | 0          | 0           | 1          | -                 | -                 | -                 | -                 | 1        | 0      | 0           | 1          |
| H. Altıntop      | 34         | 0          | 1           | 0          | 3                 | 2                 | 0                 | 0                 | 37       | 2      | 1           | 0          |
| G. Amanatidīs    | 19         | 0          | 0           | 0          | 2                 | 1                 | 0                 | 0                 | 21       | 1      | 0           | 0          |
| M. Fenin         | 24         | 1          | 5           | 0          | 1                 | 1                 | 0                 | 0                 | 25       | 2      | 5           | 0          |
| P. Redondo       | 11         | 7          | 0           | 0          | -                 | -                 | -                 | -                 | 11       | 7      | 0           | 0          |
| T. Gekas         | 34         | 16         | 2           | 0          | 3                 | 2                 | 1                 | 0                 | 37       | 18     | 3           | 0          |
| M. Heller        | 10         | 0          | 0           | 0          | -                 | -                 | -                 | -                 | 10       | 0      | 0           | 0          |
| A. Meier         | 24         | 2          | 5           | 0          | 3                 | 0                 | 0                 | 0                 | 27       | 2      | 5           | 0          |
| Ü. Korkmaz       | 2          | 0          | 0           | 0          | -                 | -                 | -                 | -                 | 2        | 0      | 0           | 0          |
| N. Petković      | 1          | 0          | 0           | 0          | -                 | -                 | -                 | -                 | 1        | 0      | 0           | 0          |
| M. Steinhöfer    | 4          | 0          | 0           | 0          | -                 | -                 | -                 | -                 | 4        | 0      | 0           | 0          |